# Verginità
La verginità è la condizione di una persona che non ha mai avuto rapporti sessuali completi.
In un senso più ampio del termine la verginità può anche indicare uno stato di purezza considerato come un valore positivo spirituale, religioso e morale nelle culture dove i rapporti sessuali pre-matrimoniali non sono incoraggiati o vengono osteggiati per motivi religiosi, etici o sociali.

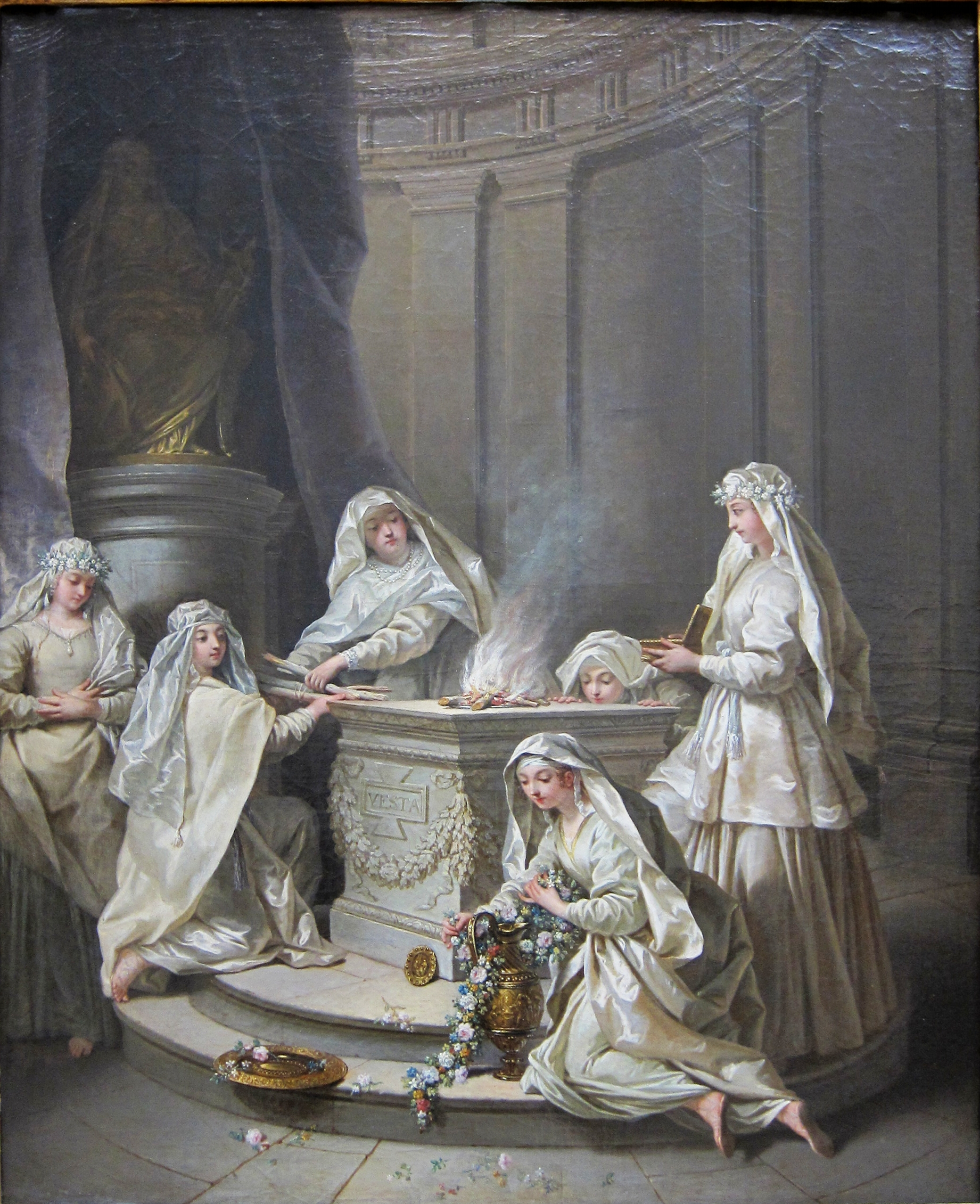
Vestali dell'antica Roma, scelte in quanto vergini per custodire il sacro fuoco della città.

## Cultura
In molte culture la verginità femminile è strettamente legata all'onore personale o familiare. La perdita della verginità prima del matrimonio può essere motivo anche grave di disonore.
In molte culture occidentali nelle cerimonie matrimoniali la verginità è tradizionalmente simboleggiata dal velo e dall'abito bianco, ma spesso la donna indossa l'abito bianco anche se non è più vergine. Va inoltre considerato che in alcune culture occidentali la verginità non è più considerata una virtù, e anzi in certi casi può essere vista come qualità negativa, in quanto suggerisce che la persona non sia attraente o matura o sia eccessivamente legata alle tradizioni.
Il filosofo Bertrand Russell, nel suo libro Perché non sono cristiano, sostiene che evitare esperienze sessuali prima del matrimonio è ingenuo e sciocco, e che alla lunga porterebbe a più infelicità della pratica sessuale. Questo sulla base del fatto che se si è all'oscuro del desiderio sessuale e della sua naturale conclusione, non si è in grado di distinguere tra una profonda infatuazione e un vero sentimento, e perciò si è condotti a scegliere male il proprio partner, mentre tale errore sarebbe evitabile se si conoscesse la differenza.
Al contrario il filosofo Philipp Mainländer, nel suo lavoro centrale, Die Philosophie der Erlösung secondo Theodor Lessing "forse il più radicale sistema pessimistico noto in tutta la letteratura filosofica mondiale", intende la verginità come strumento d'elezione dell'elusione procreativa, come un assecondamento di quello che egli identifica come il processo dissolutivo universale.
Molti storici e antropologi fanno notare come in realtà anche nelle culture che attribuiscono grande valore alla verginità, come accadeva nelle culture occidentali prima della rivoluzione sessuale, si riscontra comunque una notevole attività sessuale pre-matrimoniale, nelle tipologie che non implicano penetrazione vaginale: si parla dunque di una "verginità tecnica". Pur non essendovi lacerazione dell'imene, ad esempio, si è fatto ricorso a rapporti sessuali di altro tipo: orale, anale, masturbazione, o simulazione del coito tra le gambe.

Per quanto riguarda quest'ultimo tipo di rapporto, nell'odierna gioventù iraniana la pratica più diffusa è il lapai, che consiste appunto nello stringere il pene dell'uomo tra le gambe della donna in modo da simulare il coito. Lapai, in farsi, significa letteralmente «in mezzo alle gambe».

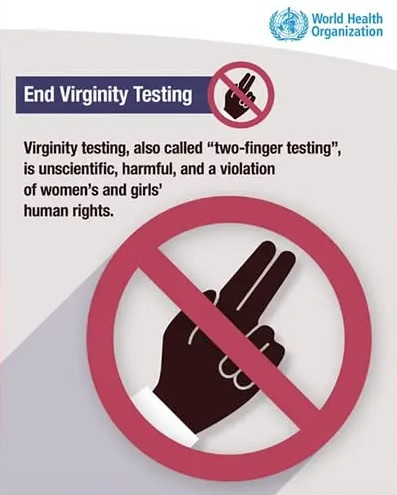
Manifesto dell'Organizzazione Mondiale della Sanità contro i test di verginità

### Perdita di verginità come rito di passaggio
L'atto di "perdere la verginità", ovvero la prima esperienza sessuale completa, è considerato in molte culture come un evento importante, affine a un vero e proprio rito di passaggio.

### Religione

#### Cristianesimo
In molte confessioni cristiane vige la dottrina della verginità di Maria, madre di Gesù Cristo: Maria, secondo la narrazione evangelica, ha generato il figlio di Dio attraverso il concepimento verginale avvenuto per opera dello Spirito santo: Maria è quindi vergine all'atto del concepimento. Secondo il dogma della Verginità perpetua di Maria, la madre di Cristo è vergine ante partum, in partu e post partum, ovvero prima, durante e dopo il parto.
Per il cristianesimo il rapporto carnale al di fuori del matrimonio è considerato peccato, mentre nel Nuovo Testamento si trovano riferimenti al celibato: (Matteo 19, 12). È da notare che il cristianesimo non distingue tra verginità maschile e verginità femminile, ma attribuisce identico valore alla verginità in entrambi i sessi.
Nella teologia cattolica la verginità è considerata una virtù, che consiste nella rinuncia a ogni unione carnale, affinché la vita sia consacrata solo a Dio. In questa accezione lo stato verginale è quindi uno stato perfetto della castità.

#### Islam
L'Islam prevede regole estremamente severe, secondo cui l'attività sessuale deve restare confinata all'interno del matrimonio. Sebbene la verginità della sposa sia sempre stata molto importante nelle società islamiche, la pratica comune dei divorzi e nuovi matrimoni, anche in società molto tradizionali, implica che una donna possa sposarsi anche avendo avuto precedenti esperienze sessuali, purché sempre nell'ambito di un precedente matrimonio. Khadìja bint Khuwàylid era una vedova quarantenne e non più vergine quando sposò il profeta Maometto: ciò non fu di ostacolo al loro matrimonio.

#### Ebraismo
Uno degli aspetti più importanti della tradizione ebraica è la grande importanza attribuita alla verginità, che appare evidente già nella Genesi, nella figura di Rebecca:
(Genesi 24, 16)
Il tema è ricorrente nella Bibbia, soprattutto nelle regole riguardanti tradimenti, matrimoni e divorzi.
L'ebraismo è molto tollerante riguardo alle unioni carnali. Il sesso non è indesiderabile e, all'interno del matrimonio, è considerato una mitzvah, ovvero un precetto. Le correnti più liberali sono relativamente aperte anche nei confronti del sesso pre-matrimoniale: sebbene non sia incoraggiato, non è nemmeno proibito e si applicano anche ad esso tutte le regole generali sulla sessualità.

##### Almah
Almah (עלמה) o, al plurale, alamot (עלמות), è un appellativo ebraico dato a una ragazza che ha raggiunto la pubertà, ma che è ancora sotto la protezione della famiglia. È una giovane donna in età da marito ma non ancora sposata. Nella Bibbia, almah, è tipicamente tradotto con, "vergine", "fanciulla", "giovane donna", "damigella" o "ragazza". Per ragioni teologiche il significato e la definizione di questa parola, possono essere controverse, in particolar modo quando vengono applicate a Isaia 7:14.
La versione maschile di almah è elem ("עלם") che significa "giovane" o "giovane uomo nell'età della pubertà". La femminilizzazione di questo termine risulterà "giovane donna" o "giovane donna nell'età della pubertà". Gesenius definisce la parola come "una donna in età da marito". Usato in questo senso, la parola almah significa ancora oggi, nell'ebraico moderno, "damigella" o "signorina".

### Mitologia
La verginità è spesso stata considerata una virtù indicante purezza e capacità di fronteggiare le tentazioni, e come tale è un attributo importante di molte figure divine, esclusivamente femminili. Ad esempio, nella mitologia greca è attributo di Atena, Artemide, ed Estia.
Le vestali nella Roma antica erano condannate a morte in caso di rapporti sessuali.
La costellazione della Vergine rappresenta poi in molte culture una vergine sacra, la cui identità e storia però è abbastanza variabile.

## Fisiologia
Nell'uomo, la verginità non è fisiologicamente determinabile. In una bassa percentuale delle donne vergini, l'ingresso della vagina è parzialmente o completamente (1 caso per ogni 1000 donne) occluso da una sottile membrana chiamata imene. Si stima che nel 48% dei casi l'imene venga significativamente e visibilmente alterato durante la prima unione sessuale completa. La lacerazione dell'imene, o deflorazione, che nella cultura popolare rappresenterebbe la fine del periodo di verginità, è un fenomeno raramente osservabile.
La lacerazione o l'assenza dell'imene è spesso determinata anche da fattori non legati al compimento di una unione sessuale: spesso infatti l'imene può essere assente fin dalla nascita o può lacerarsi anche in giovane età a causa di esercizio fisico o per via dell'uso di assorbenti interni.
Sono molti i ginecologi e i medici che oggi mettono in dubbio l'esistenza della verginità come concetto fisiologico, dal momento che nessun trattato di medicina e anatomia ne ha mai fatto menzione.

## Diritto
Nel corso della storia molti stati hanno spesso protetto legalmente la verginità. La Germania ha abolito solo nel 1998 una legge che autorizzava una donna deflorata a chiedere un risarcimento, se la relazione veniva poi interrotta.